# Le Grand Livre du climat
Le Grand Livre du climat est un ouvrage de non-fiction sur le thème du réchauffement climatique et de la protection du climat, écrit par Greta Thunberg, en collaboration avec de nombreux scientifiques et journalistes scientifiques.

## Contenu et intention
L'ouvrage original en anglais et les traductions dans des langues telles que l'allemand, l'espagnol, le portugais, le français, l'italien, le néerlandais, le suédois, le norvégien et le danois ont été publiés presque simultanément en octobre 2022. La couverture présente des bandes du réchauffement climatique, graphique de visualisation des données développé par le climatologue britannique Ed Hawkins.
Le livre est un effort de collaboration interdisciplinaire, divisé en cinq parties par une structure globale. Au total, plus de 100 experts issus de nombreuses disciplines telles que la géophysique, la météorologie, l'ingénierie, les mathématiques, l'histoire, ainsi que des leaders autochtones ont contribué à l'ouvrage. Les contributions individuelles sont regroupées en sections plus importantes par des introductions de Thunberg. Ce sont :
1. : Comment fonctionne le climat ;
2. : Comment notre planète change ;
3. : Comment cela nous affecte ;
4. : Ce que nous avons fait à ce sujet ;
5. : Ce que nous devons faire maintenant.

L'ouvrage tente de jeter les bases d'une compréhension complexe de la crise climatique mondiale et d'esquisser des réponses pour y remédier. L'éducation climatique doit être encouragée dans les écoles et les médias, ce qui est considéré comme une condition préalable à une action significative. Thunberg tente de s'attaquer à ce qu'elle considère comme un faux équilibre dans les reportages, en dénonçant la manipulation des statistiques environnementales par la "négociation" des émissions et les labels trompeurs tels que l'hydrogène "vert", et en faisant entendre la voix de ceux qui sont actuellement les plus touchés par les impacts du réchauffement climatique dans le Sud de la planète.

## Réception de l'ouvrage
Une critique de Publishers Weekly loue la passion pour le sujet exprimé dans le livre, et ses explications « lucides et accessibles » sur le dérèglement climatique. Il conclut que le livre est « complet et bien articulé ». Gaia Vince du journal The Guardian note que Thunberg écrit avec franchise, ce qu'elle estime "à la fois rafraîchissant à lire et fatiguant". Vince félicite de nombreux autres auteurs, mais critique le manque de profondeur sur les sujets relatifs aux technologies qui pourraient potentiellement être des solutions, notamment la géo-ingénierie et l'énergie nucléaire, concluant que le livre est superbe pour expliquer l'importance de prévenir le changement climatique, mais qu'il a « peu de pragmatisme sur ce qu'il faut faire en termes de changements dès maintenant ».
Une critique de The Daily Telegraph donne la note de quatre étoiles sur cinq au livre, louant le design « incroyablement beau » du livre et le qualifiant de « superbe vademecum », mais critique la pensée du livre comme « anticapitaliste » et « anti-technologie ».